# Лугунци
Лугунци (мкд. Лугунци) су насеље у Северној Македонији, у средишњем делу државе. Лугунци су насеље у оквиру општине Велес.

## Географија
Лугунци су смештени у средишњем делу Северне Македоније. Од најближег града, Велеса, село је удаљено 20 km северно.
Село Лугунци се налази у историјској области Повардарје. Село је подно Градиштанске планине, на приближно 480 метара надморске висине. Јужно од села пружа се Каратманско поље.
Површина сеоског атара простире се на површини од 11,9 km².
Месна клима је измењена континентална са значајним утицајем Егејског мора (жарка лета).

## Становништво
Лугунци су према последњем попису из 2002. године имали 10 становника.
Већинско становништво у насељу су етнички Македонци (100%).
Претежна вероисповест месног становништва је православље.